# Sergada
Sergada fou un estat tributari protegit del tipus zamindari, al districte de Ganjam de la presidència de Madras, avui a l'extrem sud d'Orissa. Tenia una superfície de 65 km² i una població el 1881 d'11.562 habitants repartida en 35 pobles. El 99% dels habitants eren hindús. La capital era Sargada Kota amb 2.056 habitants el 1881. Pagava una renda o peshkash de 582 lliures i els ingressos s'estimaven en 3.479 lliures.